# М. Найт Шаямалан
М. Найт Шаямалан (на английски: M. Night Shyamalan) е американски режисьор, сценарист и филмов продуцент.
Роден е на 6 август 1970 година в град Мае, територията Пондичери, Индия, в семейството на лекари малаял и тамилка, които няколко години преди това емигрират в Съединените щати. През 1992 година завършва Нюйоркския университет и през следващите години започва да пише сценарии и да режисира. Широка известност му донася филма „Шесто чувство“ (1999), номиниран за награди „Оскар“, „Златен глобус“ и БАФТА, последван от „Неуязвимият“ (2000), „Следите“ (2002), „Селото“ (2004) и други.

## Избрана филмография
- „Шесто чувство“ (The Sixth Sense, 1999)
- „Неуязвимият“ (Unbreakable, 2000)
- „Следите“ (Signs, 2002)
- „Селото“ (The Village, 2004)
- „Жената от водата“ (Lady in the Water, 2006)
- „Явлението“ (The Happening, 2008)
- „Последният повелител на въздуха“ (The Last Airbender, 2010)
- „Земята: Ново начало“ (After Earth, 2013)
- „Посещението“ (The Visit, 2015)
- „На парчета“ (Split, 2016)
- „Стъкления“ (Glass, 2019)
- "Капанът" (Trap, 2024)